# Грузинский национальный легион

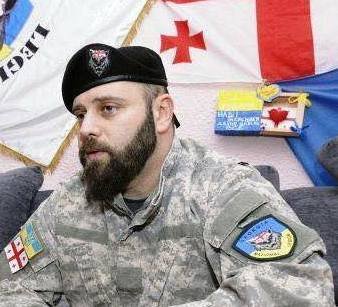
Командир Грузинского легиона Мамука Мамулашвили

Грузинский национальный легион (укр. Грузинський національний легіон, груз. ქართული ლეგიონი) — грузинское добровольческое диверсионно-разведывательное подразделение, созданное в 2014 году из граждан Грузии. Принимало участие в вооружённом конфликте на востоке Украины. На данный момент принимает участие в обороне Украины от российского вторжения в составе 25-го отдельного мотопехотного батальона

## История
Идея создания грузинского легиона принадлежит Мамуке Мамулашвили. Сразу после начала вооружённого конфликта на Донбассе Мамука собрал группу соотечественников, имевших боевой опыт в боевых действиях, и приехал на Украину. Было создано боевое подразделение под названием «Грузинский Национальный Легион». Грузинский национальный легион в основном выполняет разведывательные и диверсионные задания на территории ЛНР и ДНР. Участвовал в боях за Луганский аэропорт, а также боях за Дебальцево. 10 февраля 2016 года Грузинский национальный легион вошел в структуру 54-й отдельной механизированной бригады Вооружённых сил Украины.
5 января 2018 года пресс-служба Грузинского легиона сообщила о конфликте с новым командующим 54-й бригады Майстренко. В сообщении говорилось о том, что 16 декабря 2017 года якобы подразделение имеет потери в виде 11 человек ранеными. Также сообщалось, что бойцы подразделения вышли из состава 54-й бригады, а трёх человек оставшихся в составе бригады призвали не ассоциировать в дальнейшем с легионом. Командир подразделения Мамука Мамулашвили написал, что бойцы Легиона вышли из состава 54-й бригады ещё 20 декабря. На следующий день, 6 января 2018 года, командование 54-й бригады заявило, что отдельного подразделения под названием «Грузинский национальный легион», в составе 54-й ОМБр, никогда не существовало.
В июне 2024 года «Грузинский национальный легион» был признан Южным окружным военным судом РФ террористической организацией. ФСБ РФ сообщила, что члены этой организации причастны к пыткам российских военных, убийствам мирных жителей, диверсиям и терактам на территории России. Доказательств приведено не было.

## Обвинения в военных преступлениях
4 апреля 2022 года в ходе вторжения России на Украину в Интернете появилось видео, на котором, по всей видимости, украинские бойцы Грузинского национального легиона расстреливают пленных российских солдат. Издания The New York Times и Reuters подтвердили его подлинность и заявили, что действие происходит в селе Дмитровка около Киева. На видео показано, что украинский солдат дважды стреляет в российского военнослужащего, лежащего на земле. Рядом с солдатом были показаны трое погибших российских солдат, в том числе один с ранением головы и связанными за спиной руками.
Провластные российские Telegram-каналы заявили, что один из военных на видео — Теймураз Хизанишвили из Грузинского легиона. Командир Грузинского национального легиона Мамука Мамулашвили заявил, что они не берут военнопленных. Мамулашвили оправдал отсутствие пощады для российских солдат в ответ на резню в Буче. Позже Мамулашвили заявил, что его слова вырваны из контекста: «Всех пленных мы передадим украинской стороне. Если бы я имел в виду, что мы кого-то убиваем, я бы прямо сказал, что мы убиваем пленных. Просто вырвали все из контекста, я не сомневался, что российские СМИ так и поступят. Что касается видеозаписи, возможно, это российский фейк, и там вовсе нет украинцев». В августе 2022 года в другом интервью Мамулашвили заявил, что «особенно ценятся военнопленные чеченского происхождения, их обменивают буквально за несколько часов». Пленных Грузинский легион, согласно Мамулашвили, передает украинским спецслужбам.
Министр иностранных дел Украины Дмитрий Кулеба и президент Украины Владимир Зеленский осудили военные преступления и пообещали провести расследование.

## Символика
Соавторами дизайна нарукавной нашивки были Мамука Мамулашвили и Александр Григорашвили. Эмблема представляет собой горизонтально рассечённый щит синего и жёлтого цвета, в центре которого расположена голова волка с картой Грузии на лбу. Голова волка символизирует грузин, щит, на котором она расположена — флаг Украины, на лбу волка силуэт полной территории Грузии в расцветке её флага.